# Богачёв, Владимир Вячеславович
Влади́мир Вячесла́вович Богачёв (род. 21 января 1959, Москва, СССР) — советский и российский оперный певец (тенор), солист Большого театра в 1985—1998 гг.

## Биография
Сын артиста Московского театра оперетты Вячеслава Михайловича Богачёва и актрисы Ленкома Эллы Буровой.
Окончил музыкальное училище имени Гнесиных, Московскую консерваторию (педагог Зураб Соткилава, затем Владимир Атлантов).
Начинал работу в театре оперетты в спектакле «Старик Хоттабыч», играл Вольку, а его отец — Хоттабыча.
По рекомендации Елены Образцовой принят в Большой театр, где проработал тринадцать лет, исполнил в операх 25 главных партий.
Первым выступлением на профессиональной оперной сцене была роль Хозе в опере «Кармен» 17 ноября 1985 года. В первый год работы исполнил 12 главных партий (уникальный случай в истории театра).
С 1985 по 1998 год являлся солистом Большого театра. Обладая редким голосом лирико-спинто, предпочитал репертуар героического тенора.
После того, как получил травмы в ДТП, в 1999 году был уволен из театра, но восстановил здоровье и начал выступать за границей[где?], где стал одним из ведущих исполнителей партий драматического тенорового репертуара — Германа, Отелло, Канио.
Работает по контрактам в «Метрополитен-опера», «Ковент-Гарден», «Ла Скала», Венской государственной опере. Постоянный участник Шаляпинского фестиваля в Казани.

## Награды
Обладатель Гран-при и золотой лауреат Международного конкурса «Бель-канто» в Брюсселе (1983).

## Кинематограф
В фильме «Зеркало для героя» (сцена с пленными немцами на грузовике) Богачёв исполнил монолог из оперы Вагнера «Тангейзер».
Снимался в телефильме «Весёлая вдова» по оперетте Легара. Озвучил роль Зайца в мультфильме «Пиф-паф, ой-ой-ой!».

## Дискография
- 1990 — Н. А. Римский-Корсаков, «Ночь перед Рождеством», Вакула (дирижёр — М. Юровский)